# Чарлз Хард Таунс
Чарлз Хард Таунс (на английски: Charles Hard Townes) е американски физик, носител на Нобелова награда за физика за 1964 година. Известен е с откриването на мазера. Има основни заслуги в областта на квантовата електроника.

## Биография
Роден е на 28 юли 1915 година в Грийнвил, Южна Каролина. Получава образованието си в Университета Фурман (Bachelor of Arts, Bachelor of Sciences), магистърска степен от Университета Дюк и докторска степен (PhD) от Калифорнийския технологичен институт. Става професор в Калифорнийския университет в Бъркли.
През Втората световна война работи за военните, но през 1948 се връща към научната работа, в Колумбийския университет.
Създаването на първия работещ мазер е завършено през 1954, след тригодишна работа. През 1955 публикува, в съавторство с Артър Шалоу, книгата „Микровълнова спектроскопия“. През 2005 е награден с награда „Темпълтън“ за прогрес в религията.
Умира на 27 януари 2015 г. в Оукланд на 99-годишна възраст.